# Great Wall Chinese School
Great Wall Chinese School is een non-profitorganisatie voor kinderen en volwassenen waar ze de Chinese cultuur en taal kunnen leren. Deze Chinese school in Rosemont (Radnor Township) is gevestigd in de Rosemont College, Lawrence Hall.
Deze school werd in 1996 opgericht door een groep Chinees-Amerikaanse ouders. Tegenwoordig zitten er driehonderd studenten op deze school. De doelen van de school zijn het promoten van de Chinese waarden en geschiedenis en vriendschap te bouwen tussen Chinezen onderling en met niet-Chinezen. Het vergroten van begrip voor Chinese en andere culturen. Ook het uitwisselen van cultuur tussen China en Amerika is hun doel.
De school heeft connecties met de Asian American Culture Club of Conestoga High School en sponsort daarom de jaarlijkse viering van Chinees Nieuwjaar.